# Phallon Tullis-Joyce
Phallon Tullis-Joyce, née le 19 octobre 1996 à New York, est une joueuse de soccer américaine. Elle joue au poste de gardienne à Manchester United FC.

## Biographie
Phallon Tullis-Joyce grandit sur l'île de Long Island, où elle commence le football. À 15 ans, elle joue à la Match Fit Academy dans le New Jersey, à trois heures de route de chez elle.
Elle part ensuite à l'Université de Miami, où elle joue avec les Hurricanes. Elle se prépare à devenir biologiste marine, avant de décider de se lancer dans une carrière professionnelle en football.
En janvier 2019, bien qu'elle se soit inscrite à la draft de la NWSL, elle s'expatrie en France et rejoint le Stade de Reims, qui évolue alors en deuxième division. Après des premiers matches disputés à partir d'avril, Reims remporte son groupe de D2 et est promu en première division. Phallon Tullis-Joyce est titulaire dans les buts rémois et le club champenois termine 8e de la saison 2019-2020, tronquée par le Covid-19, puis 6e la saison suivante, en portant le brassard de capitaine. Elle est nommée parmi les cinq meilleures gardiennes du championnat.
En 2021, après deux saisons et demie passées en Champagne, elle retourne aux États-Unis pour s'engager avec l'OL Reign, la franchise de NWSL basée à Seattle. Elle est d'abord la doublure de Sarah Bouhaddi et de Karen Bardsley. Elle entre en jeu pour la première fois à la 89e minute du dernier match de la saison régulière. Elle devient titulaire après le départ des deux internationales, à la fin de la saison 2021. Elle porte son club jusqu'en demi-finale de la NWSL Challenge Cup, puis remporte le Shield,. Elle termine la saison régulière avec seulement 19 buts encaissés en 22 matches et le meilleur taux d'arrêts de la ligue (81%), et est nommée pour le trophée de meilleure gardienne.
En juin 2022, elle est sélectionnée dans le groupe élargi de l'équipe américaine.
Hors des terrains, Phallon Tullis-Joyce, diplômée de biologie marine, passe du temps à faire de la vulgarisation sur les océans, notamment sur son compte Instagram. Elle est volontaire et éducatrice à l'aquarium de Point Defiance.

## Palmarès
Stade de Reims
- Division 2 (1) :
  - Championne en 2018 (Gr. A)

 OL Reign
- NWSL Shield (1) :
  - Vainqueur en 2022
  - Deuxième en 2021
- The Women's Cup (0) :
  - Finaliste en 2022

 Manchester United
- Coupe d'Angleterre
  - Finaliste en 2025